# アルノー・カリミュエンド＝ミュインガ
- アルノー・カリムエンド＝ムインガ
- アルノー・キャリミュオンドゥ＝ミュアンギャ

アルノー・カリミュエンド＝ミュインガ（フランス語: Arnaud Kalimuendo-Muinga、2002年1月20日 - ）は、フランス・シュレンヌ出身のサッカー選手。プレミアリーグ・ノッティンガム・フォレストFC所属。ポジションはフォワード。

## クラブ歴
2012年7月にパリ・サンジェルマンFCの下部組織に加入。16歳の時にU-19チームで初出場を記録した。2019年7月8日に2022年6月末日迄のプロ契約を締結した。2020年9月10日にプロ初出場を記録した。
同年10月5日に2024年6月末日まで契約を延長し、RCランスに1シーズンの期限付き移籍が決まった。同月18日に移籍後初出場、11月22日にプロ初得点を記録した。
2021年6月10日に翌シーズンのパリ・サンジェルマン復帰が発表された。8月1日のトロフェ・デ・シャンピオンで復帰後初出場。しかし移籍市場最終日の8月31日に再びRCランスに期限付き移籍する事が発表された。10月1日の試合で再加入後初出場初得点を記録し、この試合で自身初の1試合2得点をあげた。
2022年8月11日、スタッド・レンヌに完全移籍した。
2025年8月18日、ノッティンガム・フォレストFCに完全移籍し、5年契約を結んだ。Sky Sportsによれば移籍金は2500万ポンドと推定されている。

## 代表歴
年代別代表ではフランス代表として出場経歴がある。
2019 FIFA U-17ワールドカップではオランダ代表相手にハットトリックを決めて勝利に貢献した。
U-21代表としては2021年5月24日にクラブの残留プレーオフのために辞退したランダル・コロ・ムアニの代役としてUEFA U-21欧州選手権2021のメンバーに招集された。

## 私生活
フランス生まれであるが、血筋はコンゴ民主共和国に持っている。

## タイトル

### クラブ
パリ・サンジェルマン
- リーグ・アン: 2021-22
- トロフェ・デ・シャンピオン: 2022

### 代表
U-23フランス代表
- パリオリンピック銀メダル: 2024